# Theyab Awana

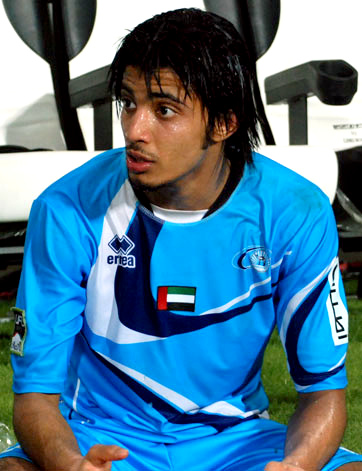
Theyab Awana.

Theyab Awana Ahmed Hussein Al Musabi (Abu Dhabi, 8 april 1990 – Abu Dhabi, 25 september 2011) was een voetballer uit de Verenigde Arabische Emiraten die als aanvaller speelde.
Awana begon in 1999 in de jeugd bij Baniyas SC waarvoor hij sinds 2007 uitkwam in het eerste elftal. Hij was succesvol met diverse jeugdselecties van de Emiraten en sinds 2009 speelde hij zeven interlands namens het voetbalelftal van de Verenigde Arabische Emiraten waarin hij één doelpunt maakte. Hij baarde opzien door in juli 2011 namens de VAE in een vriendschappelijke interland tegen Libanon een penalty met de hak te scoren. Hij overleed op 25 september 2011 aan de gevolgen van een auto-ongeluk.

## Erelijst
- VAE Division 2 Group A: 2009
- Gulf Cup of Nations onder 17: 2006
- Gulf Cup of Nations onder 19: 2008
- AFC Asian Cup onder 19: 2008
- Aziatische Spelen 2010: